# Diocesi di Yujiang
La diocesi di Yujiang (in latino: Dioecesis Iuchiamensis) è una sede della Chiesa cattolica in Cina suffraganea dell'arcidiocesi di Nanchang. La sede è vacante.

## Territorio
La diocesi comprende parte della provincia cinese dello Jiangxi.
Sede vescovile è la città di Yujiang.

## Storia
Il vicariato apostolico del Kiangsi Orientale fu eretto il 28 agosto 1885 con il breve Quae catholico nomini di papa Leone XIII, ricavandone il territorio dal vicariato apostolico del Kiangsi Settentrionale (oggi arcidiocesi di Nanchang).
Il 25 agosto 1920 e il 1º giugno 1921 mutò denominazione due volte, dapprima in favore di vicariato apostolico di Fuzhou e poi in vicariato apostolico di Yujiang.
Il 29 novembre 1932 cedette una porzione di territorio a vantaggio dell'erezione della prefettura apostolica di Jianchangfu (oggi diocesi di Nancheng).
L'11 aprile 1946 il vicariato apostolico è stato elevato a diocesi con la bolla Quotidie Nos di papa Pio XII.
Nel 1990 è stato ordinato vescovo "clandestino" della diocesi il sacerdote Thomas Zeng Jinmu, che ha conosciuto lunghi periodi di detenzione. Dimissionario nel 2012, è stato sostituito da John Peng Weizhao, nominato dalla Santa Sede, ma non accettato dal governo cinese, che per questo motivo lo ha incarcerato.
Nel 2022 John Peng Weizhao si è dimesso dal suo incarico con un annuncio fatto davanti al suo clero diocesano e ha accettato l'incarico di vescovo ausiliare di Jiangxi, una diocesi eretta unilateralmente dalla Chiesa patriottica cinese senza approvazione della Santa Sede, accorpando quattro diocesi. La Santa Sede ha rilasciato il 26 novembre un comunicato in cui si denuncia la violazione degli accordi tra Santa Sede e Cina e ha espresso sorpresa e rammarico.

## Cronotassi dei vescovi
Si omettono i periodi di sede vacante non superiori ai 2 anni o non storicamente accertati.
- Casimir Vic, C.M. † (11 settembre 1885 - 2 giugno 1912 deceduto)
- Jean-Louis Clerc-Renaud, C.M. † (19 agosto 1912 - 5 gennaio 1928 dimesso)
- Edward Thomas Sheehan, C.M. † (4 febbraio 1929 - 9 settembre 1933 deceduto)
- Paul Bergan Misner, C.M. † (10 dicembre 1934 - 3 novembre 1938 deceduto)
- William Charles Quinn, C.M. † (28 maggio 1940 - 12 marzo 1960 deceduto)
  - Sede vacante
  - Huang Shu † (9 ottobre 1958 consacrato - 1970 ? deceduto)
  - Thomas Zeng Jing-mu † (1988 consacrato - 2012 dimesso)
  - John Peng Weizhao (aprile 2014 - 22 settembre 2022 dimesso)